# Fransig stjälkröksvamp
Fransig stjälkröksvamp (Tulostoma fimbriatum) är en svampart som beskrevs av Fr. 1829. Enligt Catalogue of Life ingår Fransig stjälkröksvamp i släktet Tulostoma,  och familjen Agaricaceae, men enligt Dyntaxa är tillhörigheten istället släktet Tulostoma,  och familjen stjälkröksvampar. Arten är reproducerande i Sverige. Inga underarter finns listade i Catalogue of Life.